# Punamyia transitionalis
Punamyia transitionalis là một loài ruồi trong họ Tachinidae.